# Abedalá I Bacaru
Abedalá I Bacaru (m. 1182) foi maí (rei) do Império de Canem da dinastia sefaua que governou de 1166 a 1182. Era sucessor de Bir I (r. 1140–1166), seu pai, e sua mãe pertencia à etnia dos tubus. Pouco se sabe sobre ele. Foi sucedido por seu filho Salmama I (r. 1182–1210).